# Jej wysokość pani Brown
Jej wysokość pani Brown (ang. Mrs. Brown) – amerykańsko-brytyjsko-irlandzki dramat historyczny z 1997 roku w reżyserii Johna Maddena.

## Produkcja
Zdjęcia do filmu kręcono na terenie Anglii i Szkocji w następujących lokalizacjach:
- królewska rezydencja Osborne House w East Cowes (wyspa Wight);
- Wilton House (Wiltshire);
- Duns Castle i stajnie w Manderston (Berwickshire, Szkocja)[1][2][3].

## Obsada
- Judi Dench – królowa Wiktoria
- Billy Connolly – John Brown
- Geoffrey Palmer – Henry Ponsonby
- Antony Sher – Premier Benjamin Disraeli
- Gerard Butler – Archie Brown
- Richard Pasco – Doktor Jenner
- David Westhead – Książę Walii Bertie

## Nagrody i nominacje

### Oscary za rok 1997
- Najlepsza charakteryzacja – Lisa Westcott, Veronica McAleer, Beverley Binda (nominacja)
- Najlepsza aktorka – Judi Dench (nominacja)

### Złote Globy 1997
- Najlepsza aktorka dramatyczna – Judi Dench

### Nagroda BAFTA 1997
- Najlepsze kostiumy – Deirdre Clancy
- Najlepsza aktorka – Judi Dench
- Nagroda im. Alexandra Kordy dla najlepszego filmu brytyjskiego – Sarah Curtis (nominacja)
- Najlepszy film – Sarah Curtis (nominacja)
- Najlepszy scenariusz oryginalny – Jeremy Brock (nominacja)
- Najlepsza scenografia – Martin Childs (nominacja)
- Najlepsza charakteryzacja – Lisa Westcott (nominacja)
- Najlepszy aktor – Billy Connolly (nominacja)

### Nagroda Satelita 1997
- Najlepsza aktorka dramatyczna – Judi Dench
- Najlepszy scenariusz oryginalny – Jeremy Brock (nominacja)
- Najlepsze kostiumy – Deirdre Clancy (nominacja)
- Najlepszy aktor drugoplanowy w dramacie – Billy Connolly (nominacja)